# Stefan Augsburger

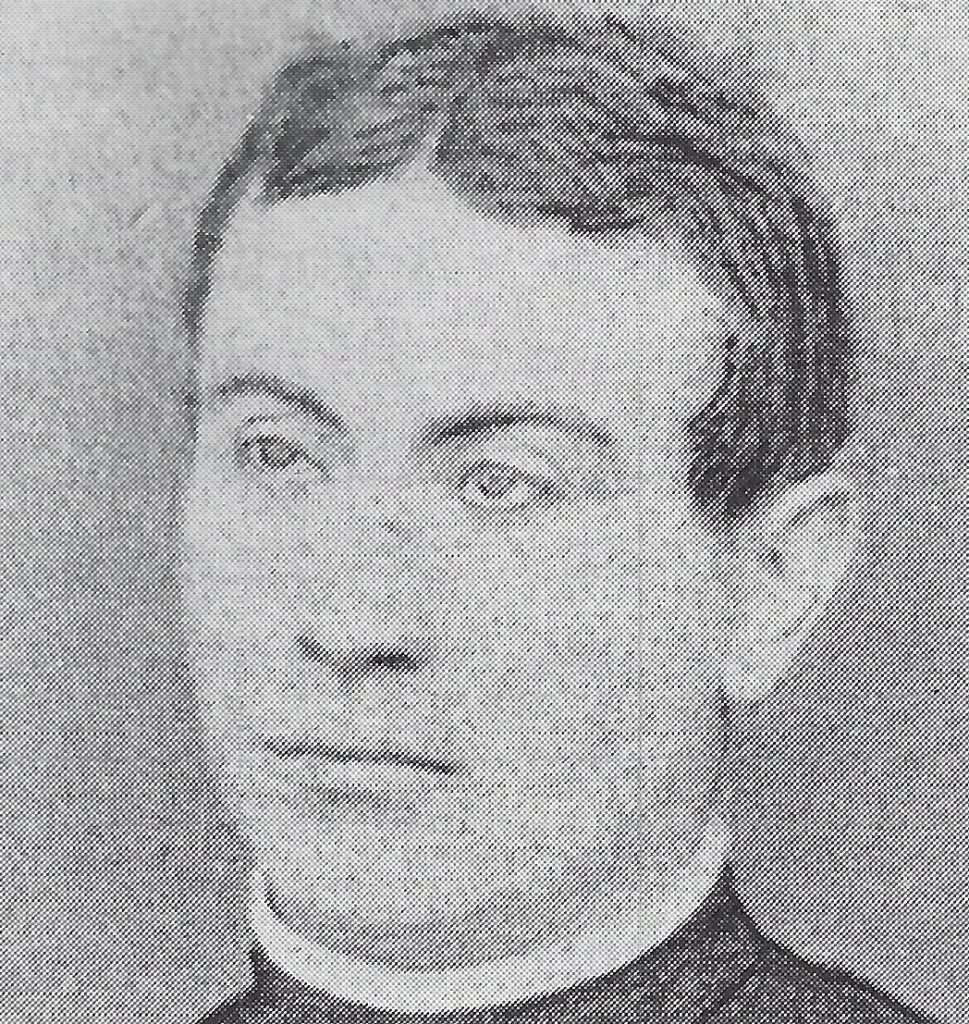
Stafan Augsburger

Stefan Augsburger (auch Stefan Rónay-Augsburger); (* 14. Juli 1840 in Filipowa, Batschka, Kaisertum Österreich; † 19. Januar 1893 in Batsch-Sentiwan, Königreich Ungarn, Österreich-Ungarn) war ein Lyriker, katholischer Priester, Politiker und Reichstagsabgeordneter im Ungarischen Parlament.

## Leben
Stefan Augsburger entstammt einer donauschwäbischen Familie. Er wurde in Filipowa, einem der kinderreichsten Dörfer in der Batschka geboren. Aus demselben Ort kommt auch der ehemalige Vorsitzende der Deutschen Bischofskonferenz, Robert Zollitsch Bereits in der Volksschule fiel die ungewöhnliche Begabung des Jungen auf, sodass er ein Stipendium für das Gymnasium in Baja (dt. Frankenstadt) erhielt. Seine Reifeprüfung legte er in Pécs (Fünfkirchen) ab.
Nach einem Jahr Theologiestudium in Kalocsa (dt. Kollotschau) wechselte er an das Pazmaneum in Wien, wo er seine theologischen Studien beendete. Nach der Priesterweihe am 26. Juli 1863 war er Kaplan zunächst in Stanišić (Stanischitz) und danach in Sombor. Zurück in Kalocsa arbeitete er als Professor der Deutschen Sprache. 1880 wurde er Domherr und 1884 Dechant.
Im Jahre 1875 stieg Augsburger in die Politik ein und vertrat als Reichstagsabgeordneter den Hodschager Wahlbezirk von 1875 bis 1884 im Ungarischen Parlament.
Als Dichter und Schriftsteller fand er Zugang zu deutschen und ungarischen Zeitschriften seiner Zeit.
In seinem Werk Das natürliche Christentum. Aphorismen legte Augsburger „ein Zeugnis seiner innersten Gesinnung ab, in derjenigen plastisch schönen Form, die allen seinen Geistesprodukten eigen ist. Es ist ein grelles Streiflicht auf die wahre innere Gesinnung des modern denkenden Priesters. Er hat damit nicht nur das Geheimnis seiner eigenen Brust, sondern auch das Geheimnis aller denkenden Priester in klassischen Sätzen enthüllt.“
Freilich ging Augsburger nach Ansicht mancher seiner Kritiker in seinem Freiheitsbegriff doch zu weit. Er war seiner Zeit vorausgeeilt und hatte Gedanken verkündet, die heute Allgemeingut sind. Seine kirchliche Laufbahn wurde aber wegen seines freisinnigen Lebenswandels jäh abgebrochen. Seine anschließende Ernennung zum Pfarrer von Batschsentiwan kann daher als Verbannung ins kirchliche Exil betrachtet werden.
Sein Leitspruch, der sich auf einer Tafel an der Kirche befand, ist Allgemeingut der donaudeutschen Geistesgeschichte geworden. Er lautet:

„Nicht mit dem Schwerte,
mit der Pflugschar erobert:
Kinder des Friedens,
Helden der Arbeit“

Weniger bekannt ist, dass Stefan Augsburger auch Märchen schrieb und Gedichte verfasste, und zwar in den Sprachen Deutsch, Ungarisch und Latein.

## Werke
- Felsen und Wellen. Ofenpest 1878
- Das natürliche Christentum: Aphorismen. Leipzig 1894
- Gedichte. Leipzig 1894

## Bibliographie
- Jakob Schuy, Paul Scherer: Ortssippenbuch Batschsentiwan, 1763–1827. Forschungsgemeinschaft Mittelbatschka, Lappersdorf, 1992.
- Anton Tafferner, Hans Gassmann: Heimatbuch Batschsentiwan: Geschichte einer donauschwäbischen Großgemeinde in der Batschka zwischen Donaus und Theiß. Heimatortsgemeinschaft Batschsentiwan, Heidelberg, 1980.
- Hans Gassman, Ernst Jäger: Unser schönes Batschsentiwan. Regensburg 1985.